# Ficus sagittata
Ficus sagittata är en mullbärsväxtart som beskrevs av J. König och M. Vahl. Ficus sagittata ingår i släktet fikonsläktet, och familjen mullbärsväxter. Inga underarter finns listade i Catalogue of Life.